# Xenippa viridula
Xenippa viridula är en insektsart som beskrevs av Carl Stål 1878. Xenippa viridula ingår i släktet Xenippa och familjen gräshoppor. Inga underarter finns listade i Catalogue of Life.